# محمد پژمان
سید محمد پژمان (زادهٔ ۱۳۳۷، مشهد) که از اردیبهشت ۱۳۸۶ تا شهریور ۱۳۹۲ شهردار مشهد فعالیت نموده‌است. او مدرک کارشناسی خود را در رشتهٔ مهندسی عمران از دانشگاه فردوسی مشهد و کارشناسی ارشد را در رشتهٔ مدیریت دولتی از مرکز آموزشی مدیریت دولتی دریافت کرده‌است. او پیش‌تر در سمت‌های مدیر کل مسکن و شهرسازی استان خراسان، شهردار منطقه ثامن و معاونت فنی و عمران استانداری خراسان رضوی فعالیت داشته‌است.
او در دوران شهرداری اش، رئیس هیئت مدیرهٔ شرکت قطار شهری مشهد و شرکت نمایشگاه بین‌المللی مشهد نیز بود. درتاریخ بیست وسوم دی ماه نودوهفت محمداسلامی وزیر راه وشهرسازی وی را به سمت معاون وزیر، رئیس هیت مدیره و مدیرعامل شرکت بازآفرینی شهری ایران منصوب کرد.